# Grande Joe (singolo)
Grande Joe è un singolo del gruppo musicale italiano Banco del Mutuo Soccorso, pubblicato nel febbraio 1985.

## Descrizione
Il brano narra di due vecchi amici che si ritrovano dopo molto tempo in mezzo al traffico cittadino e decidono di programmare un viaggio insieme come fecero anni prima in Giamaica. Con questo brano il gruppo partecipò al Festival di Sanremo classificandosi al 15º posto. Nelle classifiche di vendita dei singoli raggiunse la 45ª posizione. 
Non venne incluso nella lista tracce dell'album ...e via, apparendovi soltanto nella ristampa su CD del 2007 come bonus track in tre versioni: originale, remix e strumentale.

## Tracce
Testi e musiche di Francesco Di Giacomo, Vittorio Nocenzi e Gianni Nocenzi.
7"
- Lato A

1. Grande Joe – 4:34

- Lato B

1. Allons enfants – 4:20

12"
- Lato A

1. Grande Joe (Vocal) – 7:58

- Lato B

1. Grande Joe (Instrumental) – 7:01